# Silvestro Dandolo
Silvestro hrabě Dandolo (italsky Silvestro Fabio conte di Dandolo, německy Silvester Graf von Dandolo, uváděn též jako Sylvester) (29. května 1766 Benátky – 14. listopadu 1847 Benátky) byl italský šlechtic, rakouský generál a admirál. Pocházel ze staré benátské rodiny a k námořnictvu vstoupil v šestnácti letech. Vzhledem k historickým zvratům během napoleonských válek vystřídal službu v několika zemích, i když celý život působil převážně v rodných Benátkách. Nakonec dlouhodobě působil ve správě námořnictva Rakouského císařství, kde byl v letech 1838–1847 zástupcem vrchního velitele. V roce 1836 byl povýšen na viceadmirála a v roce 1844 získal Řád zlatého rouna. V osmdesáti letech byl nakonec krátce vrchním velitelem c. k. námořnictva (1847), zemřel krátce poté po odchodu do výslužby.

## Biografie

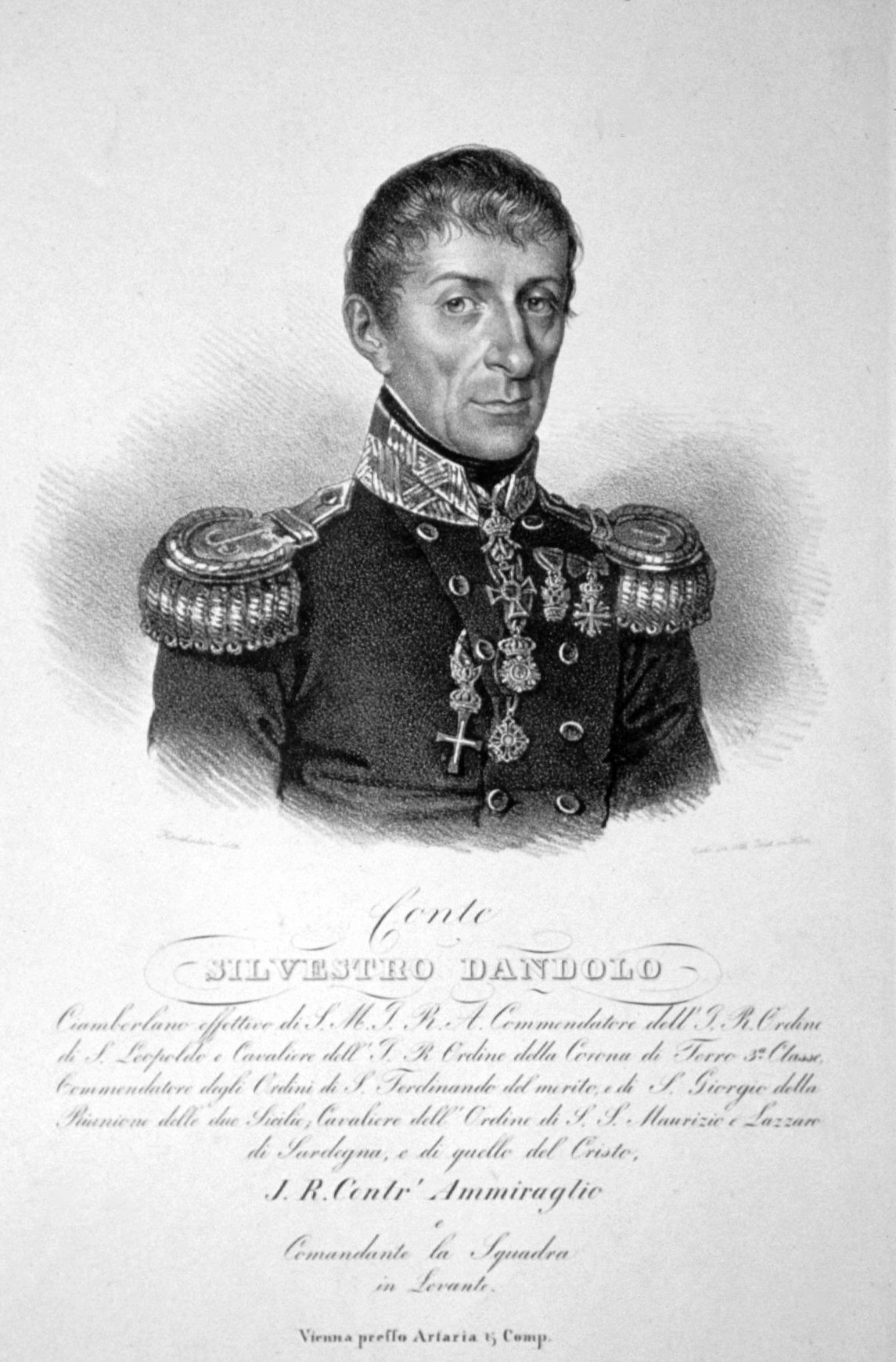
Kontradmirál hrabě Silvestro Dandolo (1830, litografie, Josef Kriehuber)

Byl potomkem jedné z nejstarších a vlivných rodin Benátské republiky, z níž pocházela čtyři benátská dóžata. Byl synem benátského senátora Girolama Dandola a v šestnácti letech vstoupil do služeb námořnictva. Kromě služby na různých lodích zastával také funkce ve správě Benátské republiky a v roce 1794 se stal i členem senátu. V roce 1797 byl velitelem válečné lodi Vittoria, ale po uzavření míru v Campo Formio (1797), kdy Benátsko přešlo pod správu habsburské monarchie, odešel do soukromí.
Již v roce 1798 vstoupil do služeb císařské armády, v roce 1800 získal hodnost plukovníka a krátce poté byl potvrzen i v námořní hodnosti fregatního kapitána. Byl velitelem fregaty Bellona, na které se plavil papež Pius VII. z Benátek do Pescary. Později byl velitelem divize v Benátkách, kde se uplatnil i jako člen rady pro námořnictvo. V letech 1803–1805 zastával funkci ředitele benátského arzenálu. Během třetí koaliční války řídil obranu Benátek proti Francouzům. Po oslabení pozic Rakouska v Evropě (Prešpurský mír) přešel v roce 1805 do služeb Italského království pod Napoleonovou kontrolou. Byla mu uznána hodnost fregatního kapitána a v letech 1807–1810 byl jako velitele divize pověřen kontrolou Iónských ostrovů.
Po Napoleonově porážce v roce 1814 přestoupil znovu do rakouských služeb a opět mu byla potvrzena hodnost fregatního kapitána. V letech 1814–1818 byl znovu velitelem benátského arzenálu a v roce 1816 získal hodnost kapitána řadové lodi. Později velel několika válečným lodím, kotvil v Neapoli a na Blízkém východě. V letech 1827–1830 byl ve Středomoří velitelem eskadry určené pro ochranu obchodních lodí. Poté se vrátil do Benátek, kde byl velitelem jednotek námořní pěchoty.
V roce 1829 byl v armádě povýšen do hodnosti generálmajora, téhož roku o několik měsíců později obdržel hodnost kontradmirála (24. července 1829). Na vlajkové lodi SMS Venere byl v letech 1833–1838 velitelem námořní divize a od roku 1838 byl zástupcem vrchního velitele námořnictva, mezitím byl v roce 1836 povýšen do hodnosti viceadmirála. V říjnu 1847 se sám stal vrchním velitelem námořnictva, ale o měsíc později byl penzionován s titulární hodností polního zbrojmistra (10. listopadu 1847). Zemřel o pouhé čtyři dny později v Benátkách.
Měl dva syny, mladší Arduino Giuseppe (1808–1843) byl důstojníkem pěchoty v rakouské armádě. Starší syn Girolamo Antonio (1796–1866) zastával funkce ve státní správě Benátska, později byl pověřen uspořádáním benátských archivů s ohledem na dějiny Rakouska. Zemřel 26. března 1866 jako poslední potomek rodu Dandolo připomínaného od 9. století.

## Tituly a ocenění
Po přestupu do služeb Habsburků byl jmenován c. k. komořím (1803), V době služby v Italském království získal od císaře Napoleona titul hraběte Francouzského císařství (comte de l'Empire, 1810). Po skončení napoleonských válek mu byl potvrzen šlechtický stav v Itálii a titul patricije benátského. V roce 1829 získal titul hraběte v Rakouském císařství a ve funkci zástupce vrchního velitele námořnictva obdržel v roce 1838 titul c. k. tajného rady s nárokem na oslovení Excelence. Během šedesátileté služby u námořnictva získal vysoká vyznamenání v několika evropských zemích, nakonec byl v roce 1844 dekorován Řádem zlatého rouna.
- rytířský kříž Nejvyššího řádu Kristova (1800, Papežský stát)
- rytíř Řádu čestné legie (1806, Francie)
- komandérský Konstantinova řádu svatého Jiří (1806, Království Obojí Sicílie)
- Řád železné koruny III. třídy (1816, Rakousko)
- rytířský kříž Řádu sv. Mořice a sv. Lazara (1825, Sardinie)
- komandérský kříž Leopoldova řádu (1828, Rakousko)
- rytíř Řádu Božího hrobu (1831, Papežský stát)
- velkokříž Řádu Spasitele (1835, Řecko)
- Řád železné koruny I. třídy (1838, Rakousko)
- Řád zlatého rouna (1844, Rakousko)
- Řád svaté Anny I. třídy (1846, Rusko)